# آکاسیای اکومیناتا
آکاسیا اکومیناتا (نام علمی: Acacia acuminata) نام یک گونه از سرده آکاسیا است.